# Ischnogyne
Ischnogyne là một chi thực vật có hoa trong họ, Orchidaceae.